# Полосно-заграждающий фильтр

Амплитудно-частотная характеристика идеального полосно-задерживающего фильтра

Вариант электрической принципиальной схемы режекторного фильтра 2-го порядка

Пример амплитудно-частотной характеристики режекторного фильтра для промышленной частоты 50 Гц, применяемого в аудиоустройствах для подавления помехи с сетевой частотой

Реже́кторный фильтр, или полосно-заграждающий фильтр, (профессиональный жаргон — фильтр-пробка) — электронный или любой другой фильтр, не пропускающий колебания некоторой определённой частоты или полосы частот, и пропускающий колебания с частотами, выходящими за пределы этой полосы.
Эта полоса подавления характеризуется шириной полосы задерживания и расположена приблизительно вокруг центральной частоты {\displaystyle \omega _{0}} (рад/с) подавления, или {\displaystyle f_{0}=\omega _{0}/2\pi } (Гц). Для реальной амплитудно-частотной характеристики частоты {\displaystyle \omega _{L}} и {\displaystyle \omega _{H}} представляют собой нижнюю и верхнюю частоты полосы задерживания.
Режекторный фильтр, предназначенный для подавления составляющей одной определённой частоты, а не полосы частот, называется фильтром-пробкой (англ. notch filter).